# Cañada de Pastores
Cañada de Pastores är en ort i Mexiko.   Den ligger i kommunen Cárdenas och delstaten San Luis Potosí, i den centrala delen av landet, 290 km norr om huvudstaden Mexico City. Cañada de Pastores ligger 1 420 meter över havet och antalet invånare är 243.
Terrängen runt Cañada de Pastores är huvudsakligen kuperad, men åt nordväst är den platt. Cañada de Pastores ligger uppe på en höjd. Runt Cañada de Pastores är det glesbefolkat, med 18 invånare per kvadratkilometer. Närmaste större samhälle är Cardenas, 4,8 km nordväst om Cañada de Pastores. I omgivningarna runt Cañada de Pastores växer huvudsakligen savannskog.